# Isaac Rosa
Isaac Rosa (castellà: Isaac Rosa Camacho.)  (Sevilla, 1974) és un escriptor espanyol. Va viure a Extremadura i actualment resideix a Madrid.
La seva novel·la El vano ayer va guanyar en 2005 el premi Rómulo Gallegos en competència amb altres autors espanyols com Almudena Grandes, Andrés Trapiello, o Juan Bonilla, i el reconeixement de la crítica va ser generalitzat. La novel·la tria un gènere poc freqüent i relacionat amb la postmodernitat, el de "novel·la en marxa", en el qual el lector s'agafa a les reflexions d'un personatge-narrador sobre la construcció de la mateixa història que està tractant de posar en clar, en el marc d'una temàtica -la del franquisme- que ha estat àmpliament utilitzada pels escriptors espanyols. A més, el premi li va donar a la novel·la una dimensió internacional en l'àmbit iberoamericà. La seva novel·la, El país del miedo (2008), va resultar guanyadora del VIII premi Fundació José Manuel Lara. De cara a les eleccions generals de 2011 va manifestar el seu suport a la candidatura d'Izquierda Unida.
En una entrevista va declarar: "M'interessen obres i autors que proposen una literatura més exigent, que despullen els paranys de la ficció i fan la labor "desacralizadora-sacrogenètica" que deia Martín Santos." Entre els autors expressament citats com a influències figuren els següents: Virginia Woolf, Robert Musil, Juan Goytisolo, Miguel Espinosa.
El juny de 2014, talment com alguns companys, va presentar la seva renúncia a continuar a la revista El Jueves arran d'una polèmica generada quan el grup editor RBA va pressionar perquè es retirés la portada que s'havia fet sobre l'abdicació del rei Joan Carles, que el mostrava tot passant-li una corona plena d'excrements al seu fill Felip.
Fou columnista habitual del diari Público i actualment col·labora a La Marea, des d'on va publicar el llibre digital titulat Compro oro. El 2015 va signar un manifest de suport a Barcelona en Comú.

## Obres
Novel·la
- El ruido del mundo [Extremadura 1936]. El gabinete de moscas de la mierda (1999, Universitas Editorial, novela). Coescrit amb José Israel García Vázquez
- La malamemoria (1999, Del Oeste Ediciones, novel·la)
- El vano ayer (2004, Seix Barral, novela). Premi Rómulo Gallegos 2005, Premi Ojo Crítico 2004 i Premi Andalucía de la Crítica 2004
- ¡Otra maldita novela sobre la guerra civil! (2007, Seix Barral, novela), reedició ampliada de La malamemoria (1999).
- El país del miedo (2008, Seix Barral, novel·la)
- La mano invisible (2011, Seix Barral, novel·la)

Altres gèneres
- Adiós muchachos (1998, teatre)
- Kosovo. La coartada humanitaria: antecedentes y evolución (2001, Ediciones Vosa, ensayo). Coescrit amb Aleksandar Vuksanovic i Pedro López Arriba.

## Premis
- 2004, Premi Ojo Crítico de Narrativa otorgada por RNE.
- 2004, Premi Andalucía de la Crítica.
- 2005, XIV Premi Rómulo Gallegos per El vano ayer
- 2009, VIII Premi Fundació José Manuel Lara, per El país del miedo